# پلانی، شهرداری اوزونیکی
پلانی (به لاتین: Plāņi) یک روستا در لتونی است که در شهرداری اوزونیکی واقع شده‌است. پلانی ۳۰ نفر جمعیت دارد.